# 昌原都市鉄道
昌原都市鉄道（チャンウォンとしてつどう）は、大韓民国慶尚南道昌原市で計画されていた都市鉄道。
路面電車路線として2015年12月に着工し、2020年12月に1号線の架浦 - 石洞間が開通予定だったが、2014年に計画が白紙化された。

## 概要
昌原市は、国費6000億ウォンあまりの支援を受け、2020年までに馬山合浦区の架浦洞 - 昌原市庁 - 鎮海区石洞 - 鎮海区庁などを結ぶ全長41.9kmの長さの都市鉄道を計画した。地下鉄やライトレールなどを建設・運営した結果、莫大な財政負担を負っている他の地方自治団体の前轍を踏まないために、路面電車を建設し、民間資本の投入なしで総事業費の60％は国費、20％は道費から支援を受け、財政事業として推進することとなった。
2012年12月28日に昌原の都市鉄道建設基本計画が国土交通部の承認を受けて告示された。
2013年5月15日に開催された公聴会では、路面電車が昌原都市鉄道に適していると判断し、既存の基本計画路線33.9kmから34.2kmの路線に変更して提示された。このルートを採用すれば、2021年を基準に、一日の乗客数が、従来の中より14.6％増の12万7000人に達すると予測された。
また、昌原市は2013年8月16日、都市鉄道には路面電車（トラム）が適しており、一日11万7630人が利用するとの予測を示した。
しかし、2014年10月28日に昌原市は、需要が不確実で赤字となる可能性があることや、財源調達が困難であることなどを理由に、都市鉄道の計画を白紙化した。

## 路線
計画では、2025年までに二つの路線を整備する予定となっていた。昌原広場駅と聖住洞駅で、各路線が接続する。
両路線の営業総延長は41.9kmであり、1号線の38駅、2号線（南北路線）に10駅が営業する予定。
| 路線名 | 起点              | 経由地                                                                           | 終点              | 延長 | 駅数 | 着工期間                                                        |
| ------ | ----------------- | -------------------------------------------------------------------------------- | ----------------- | ---- | ---- | --------------------------------------------------------------- |
| 1号線  | 馬山合浦区 架浦駅 | 慶南大学校、馬山合浦区庁、馬山市外バスターミナル、馬山駅、昌原駅、昌原市庁、石洞 | 鎮海区 鎮海区庁駅 |      | 38個 | 合浦 - 石洞 : 2015年 - 2020年 石洞 - 鎮海区庁 : 2020年 - 2025年 |
| 2号線  | 義昌区 昌原中央駅 | 昌原市庁、慶南道庁                                                               | 城山区 星州駅     |      | 10個 | 2020年 - 2025年                                                 |